# خورخي فييرا (لاعب كرة قدم برتغالي)
خورخي فييرا (بالبرتغالية: Jorge Gomes Vieira‏) هو لاعب كرة قدم وحكم كرة قدم برتغالي، ولد في 23 نوفمبر 1898 في لشبونة في البرتغال، وتوفي بنفس المكان في 6 أغسطس 1986. شارك مع منتخب البرتغال لكرة القدم. أما مع النوادي، فقد لعب مع سبورتينغ لشبونة.

## وصلات خارجية
- خورخي فييرا على موقع الاتحاد الدولي (مؤرشف)  (الإنجليزية)
- خورخي فييرا على موقع قاعدة بيانات كرة القدم.إي يو (الإنجليزية)
- خورخي فييرا على موقع أوليمبيديا (الإنجليزية)